# Závadka (district de Humenné)
Závadka est un village de Slovaquie situé dans la région de Prešov.

## Histoire
Première mention écrite du village en 1557.

## Démographie

### Évolution de la population
| Année:               | 1994. | 2004.    | 2014.   | 2024.   |
| -------------------- | ----- | -------- | ------- | ------- |
| Nombre de personnes: | 470   | 526      | 534     | 560     |
| Différence:          |       | +11,91 % | +1,52 % | +4,86 % |

| Année:               | 2023. | 2024.   |
| -------------------- | ----- | ------- |
| Nombre de personnes: | 553   | 560     |
| Différence:          |       | +1,26 % |